# 수봉안길
수봉안길(Subongan-gil)은 인천광역시 미추홀구 숭의동에 있는 도로로, 총 연장은 430m이다. 도로의 명칭이 유래된 것은 수봉로에서 수봉북로와 만나는 수봉 안쪽 길에서 따왔기 때문이다.

## 역사
- 2009년 9월 17일 : 도로명으로 수봉안길로 고시

## 지리

### 주요 경유지
- 미추홀구
  - 숭의동

### 접촉하는 도로
- 수봉로
- 수봉북로

### 주요 건물 및 시설
- 성우빌라 (수봉안길 10/숭의동 22-2)
- 공간빌라 (수봉안길 22/숭의동 7-121)
- 성재빌라 (수봉안길 38/숭의동 6-45)
- 오라의집 (수봉안길 47/숭의동 5-75)
- 수봉문화회관 (수봉안길 78/숭의동 7-5)
- 자유총연맹 (수봉안길 84/숭의동 8-183)